# نیل توماس (ژیمناست)
نیل توماس (ژیمناست) (به انگلیسی: Neil Thomas (gymnast)) ژیمناست زادهٔ ۶ آوریل ۱۹۶۸ میلادی اهل کشور بریتانیا است.